# Počkaj
Počkaj je priimek več znanih Slovencev:
- Duša Počkaj (1924—1982), igralka
- Jure Počkaj, baritonist
- Lučka Počkaj (*1966), igralka
- Judita Kežman Počkaj (*1958), pedagoginja in političarka
- Valentina Počkaj, fotografinja
- Valter Počkaj, glasbenik
- Vlasta Počkaj (*1950), zdravnica, poslanka